# Procambarus erythrops
Procambarus erythrops (tiếng Anh Santa Fe cave crayfish) là một loài tôm sông trong họ Cambaridae. Nó là loài duy nhất được tìm thấy ở 5 địa điểm trên khắp phía bắc của sông Santa Fe, phía đông của sông Suwannee, và phía tây của Ichetucknee Springs, ở Quận Suwannee, Florida.